# Central Saint Martins College of Art and Design
Le Central Saint Martins College of Art and Design, surnommé Central Saint Martins (CSM), est une des composantes de l'université des arts de Londres, née en 1989 de la fusion de la Central School of Art and Design, fondée en 1896 sous le nom de Central School of Arts and Crafts, et de la Saint Martin's School of Art, fondée en 1854. Elle comporte cinq écoles, la School of Art, la School of Fashion & Textiles, la School of Graphic & Industrial Design, le Drama Centre London et la Byam Shaw School of Art ; la scolarité, composée de six cursus différents (mode homme, mode femme, marketing, maille, impression textile et journalisme de mode) dure quatre ans.
Si en 2007, Le Point publiait : « Les frais de scolarité sont dérisoires. Plutôt que la sélection par l'argent, nous préférons pratiquer une sévère sélection par le talent. Nous sommes très exigeants sur la qualité de nos étudiants ». En 2020 ces frais de scolarité s'élèvent à environ 9000 £/an (Home/EU fee), et à partir de 2021, les étudiants de l'UE sont soumis au International fee de l'ordre de 23000 £/an.
En 2011 l'école est relocalisée à King's Cross dans un ancien bâtiment victorien de 1852, le Granary Building. Le projet de rénovation est mené par Stanton Williams.
L'université des arts de Londres est à la seconde place du classement mondial des meilleures universités d'art et de design, par le QS World University Ranking 2019.

## Personnalités liées à l'établissement

### Pédagogues
- Robert Adams
- A. S. Byatt
- Jean-Charles de Castelbajac (1998)
- Alan Davie
- Paul Drury
- John Farleigh
- Barry Flanagan
- Eric Gill
- Cyril Goldie (gravure, 1925-1938)
- Patrick Heron
- Edward Johnston
- John Minton
- Mervyn Peake
- Howard Tangye
- William Turnbull
- Alfred Turner
- Christopher Whall

### Élèves
- Rebecca Ackroyd[4]
- Oreet Ashery[5]
- Sarah Burton[6]
- Alejandro Carlin
- Hussein Chalayan[1]
- Natsai Audrey Chieza
- Jarvis Cocker[7]
- John Galliano[1]
- Kevin Germanier
- Kim Jones[8]
- David Koma[9]
- Daniel Lee[10]
- Glen Matlock
- Stella McCartney[6]
- Alexander McQueen[1]
- Anne-Cécile Meignan[11]
- M.I.A.
- Eric James Mellon
- Phoebe Philo[6]
- Laure Prouvost
- Tabita Rezaire[12]
- Ray Richardson
- Sade
- Alice Temperley
- Riccardo Tisci[13]
- Jacky Tsai
- Gözde Mimiko Türkkan
- Lambert Wilson

### Articles de presse
- Thuy-Diep Nguyen, « Comment vit-on… à Saint Martins, l'école de la crème artistique anglaise », Challenges, no 296,‎ 12 avril 2012, p. 52 à 53 (ISSN 0751-4417)
- Guy Monréal, « St Martin's School of Art, l'invincible armada de la mode anglaise », L'Officiel, no 816,‎ juin 1997, p. 174 à 175 (ISSN 0030-0403)